# Museo storico nazionale (Tirana)
Il Museo storico nazionale (in albanese: Muzeu Historik Kombëtar) a Tirana, in Albania, è il più grande museo del paese. È stato inaugurato il 28 ottobre 1981 e occupa 27.000 metri quadrati, mentre 18.000 metri quadrati sono a disposizione per esposizioni. Il museo è stato progettato dall'architetto albanese Enver Faja.
La costruzione del museo ha richiesto la demolizione dell'ex Palazzo comunale di Tirana. Il gigantesco mosaico che appare all'ingresso principale, realizzato da diversi artisti contemporanei, è intitolato Gli albanesi, e rappresenta il popolo albanese nella storia.
Il Museo storico nazionale albanese comprende le seguenti sezioni: antichità, medioevo feudale (sia una ricostruzione storica del periodo di Skanderbeg, sia una la collezione di icone più importante del paese, con un cospicuo numero di capolavori del pittore greco-albanese Onufri), cultura albanese, diaspora arbëreshe, rinascita romantica nazionale (rilindja), la partecipazione albanese alla Rivoluzione Spagnola del '36, la resistenza partigiana al nazi-fascismo nella seconda guerra mondiale e il periodo dello stato comunista. Vi si trova inoltre una sezione di storia filatelica, una dedicata a Madre Teresa e una alla visita di Giovanni Paolo II in Albania.

## Padiglione dell’antichità

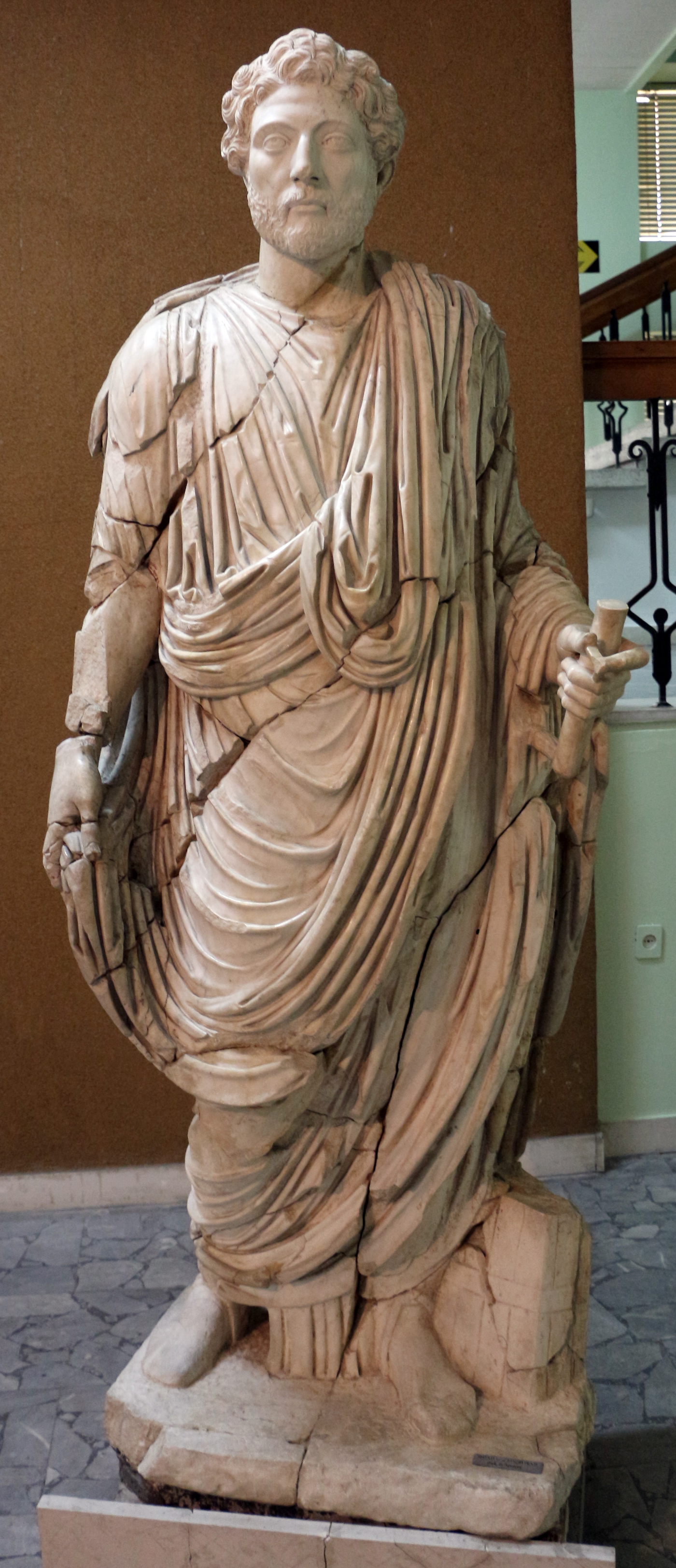
Statua di un magistrato trovata ad Apollonia.

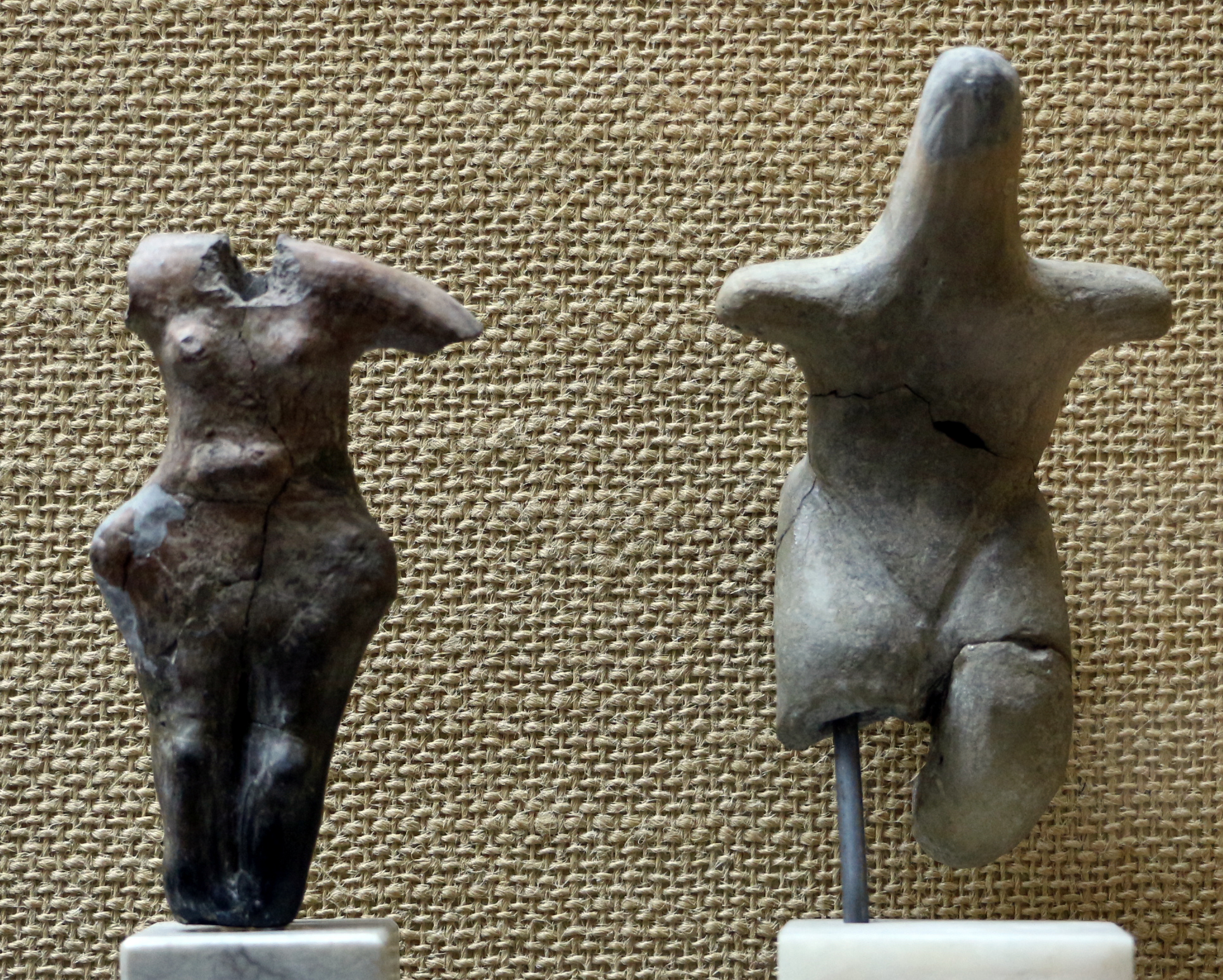
Oggetti del IV secolo a.C.

Il Padiglione dell'antichità è il più importante e uno dei più ricchi del Museo Storico Nazionale, con 585 oggetti. Gli oggetti esposti iniziano con il Paleolitico superiore, dove la cultura preistorica è stata viva e potente nella zona, e termina con oggetti appartenenti all'Alto Medioevo (dal IV all'VIII secolo d.C.). Gli oggetti dell'insediamento preistorico di Maliq rappresentano il Neolitico fiorente dalla metà del quarto millennio fino al 2600 a.C. circa.
Gli oggetti esposti e le monete d'argento e bronzo con impressi i nomi dei re illirici dei centri di Durazzo, Apollonia, Scutari, Byllis e Amantia, scoperti nelle province dell'Illiria meridionale tra il IV e il III secolo aC, indicano una forte economia e cultura illirica in generale. Impressionanti sono le sculture della scuola Apolloniates, tra le più belle sculture del tempo (VI secolo a.C.). Molto interessanti sono: il mosaico della "Bellezza di Durazzo" (IV secolo a.C.), la testa di Artemide (III secolo a.C.), l'aspetto antropomorfo del fiume Voiussa (III o II secolo a.C.), la testa di un uomo di pietra calcarea (V secolo d.C.), vasi decorati con figure rosse e altri. I reperti della Tomba Monumentale della Bassa Selca, Pogradec (III secolo d.C.) occupano un importante spazio.

## Padiglione del medioevo

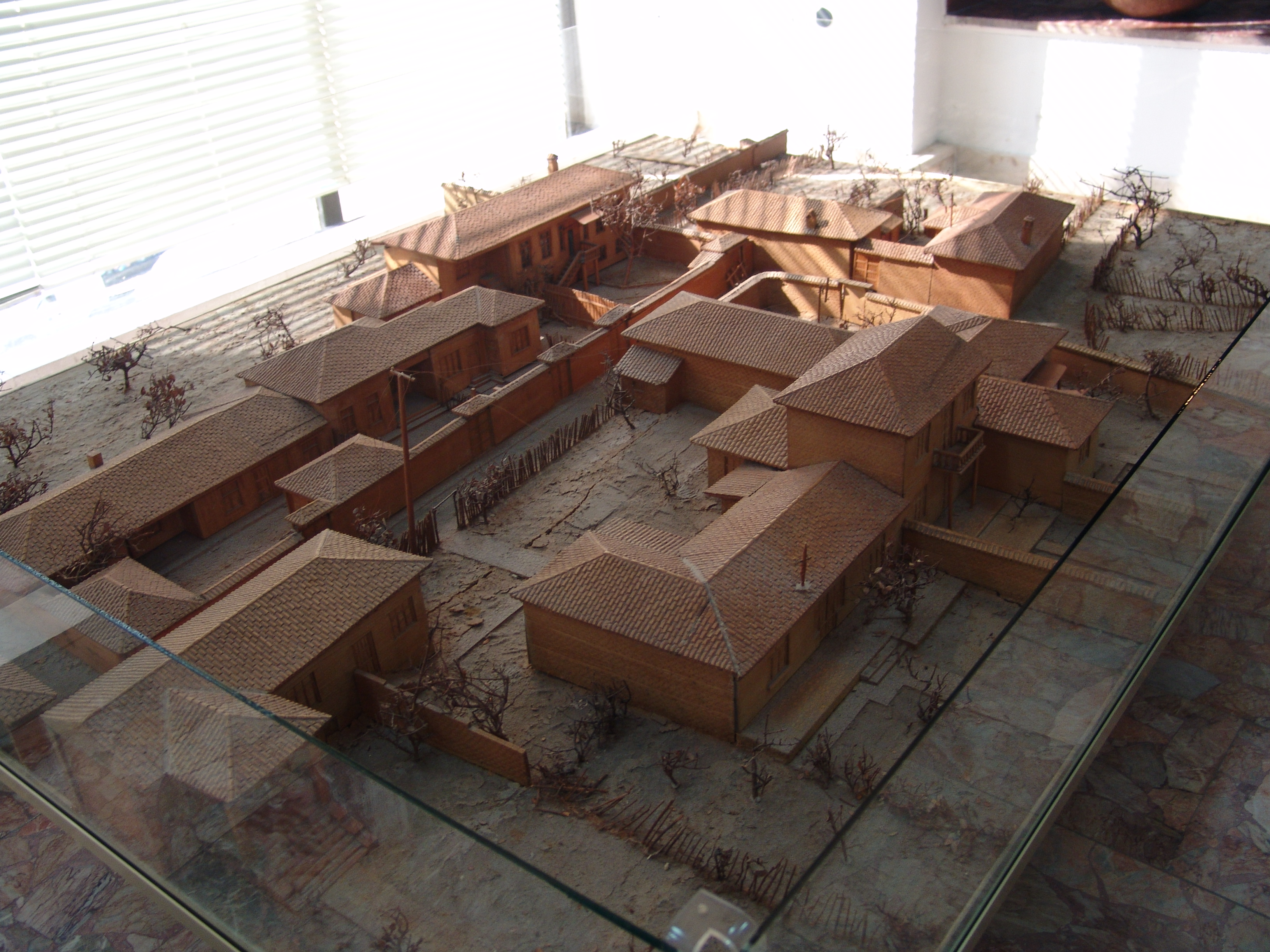
Vecchio modello di case albanesi

Nel padiglione del Medioevo, i visitatori hanno accesso allo sviluppo economico, sociale, politico e culturale degli albanesi dal VI secolo fino al XV secolo attraverso mappe, incisioni del tempo e pubblicazioni abbastanza originali. Un angolo speciale in questo padiglione è dedicato al Principato di Arber. La consegna del potere da Skuraj a Topiaj si esprime nell'emblema araldico di Carlo Topia situato nel portale monumentale del monastero di Giovanni Vladimir a Elbasan. Un oggetto speciale del Padiglione del Medioevo è l'Epitaffio di Gllavenica, che risale al 1373. Con fotografie, documenti e oggetti viene esposta la resistenza contro l'occupazione ottomana degli albanesi guidati da Skanderbeg, che personifica la resistenza stessa.

## Padiglione dell’iconografia albanese

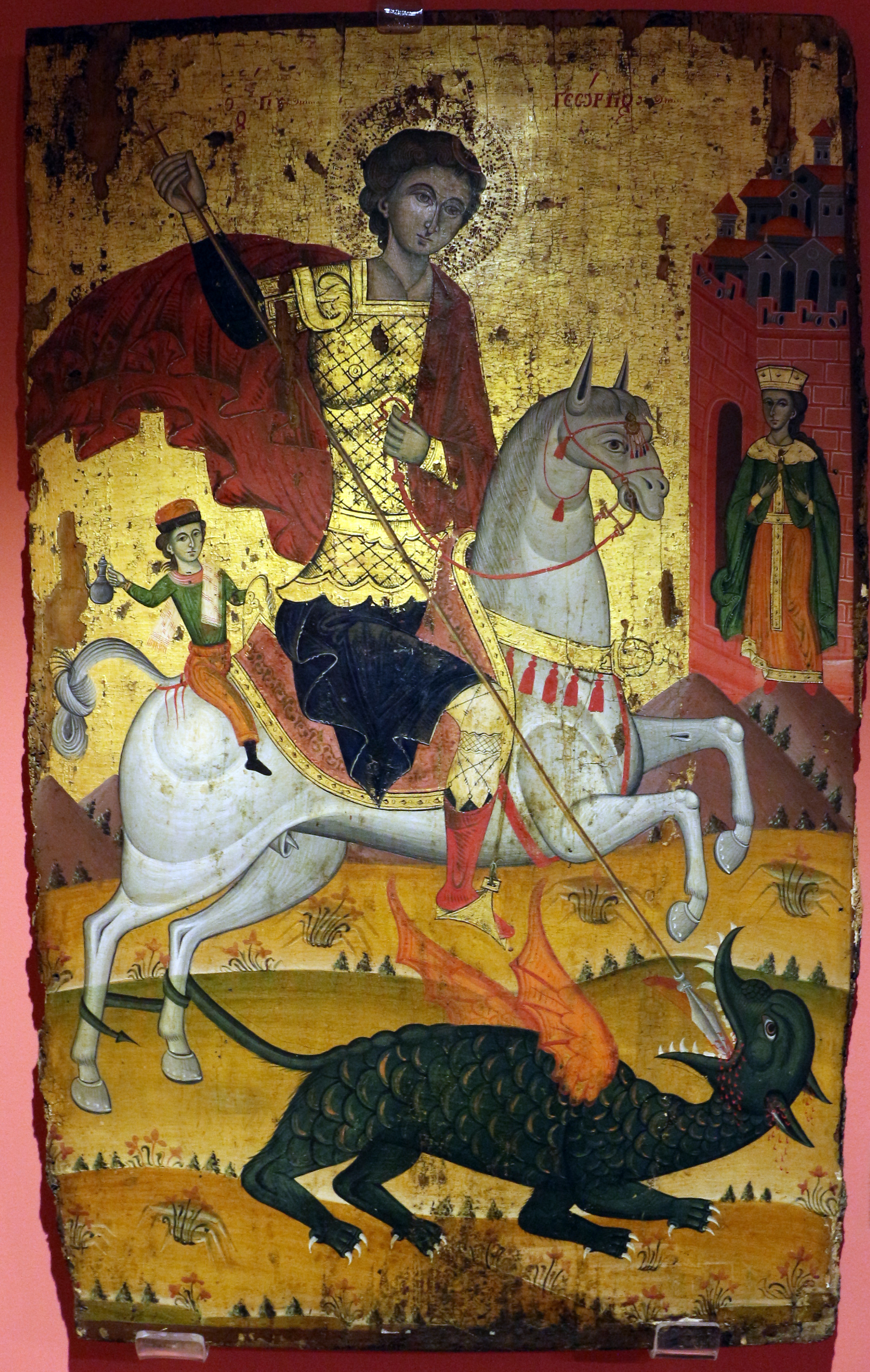
Icona di San Giorgio e il drago dei fratelli Çetiri

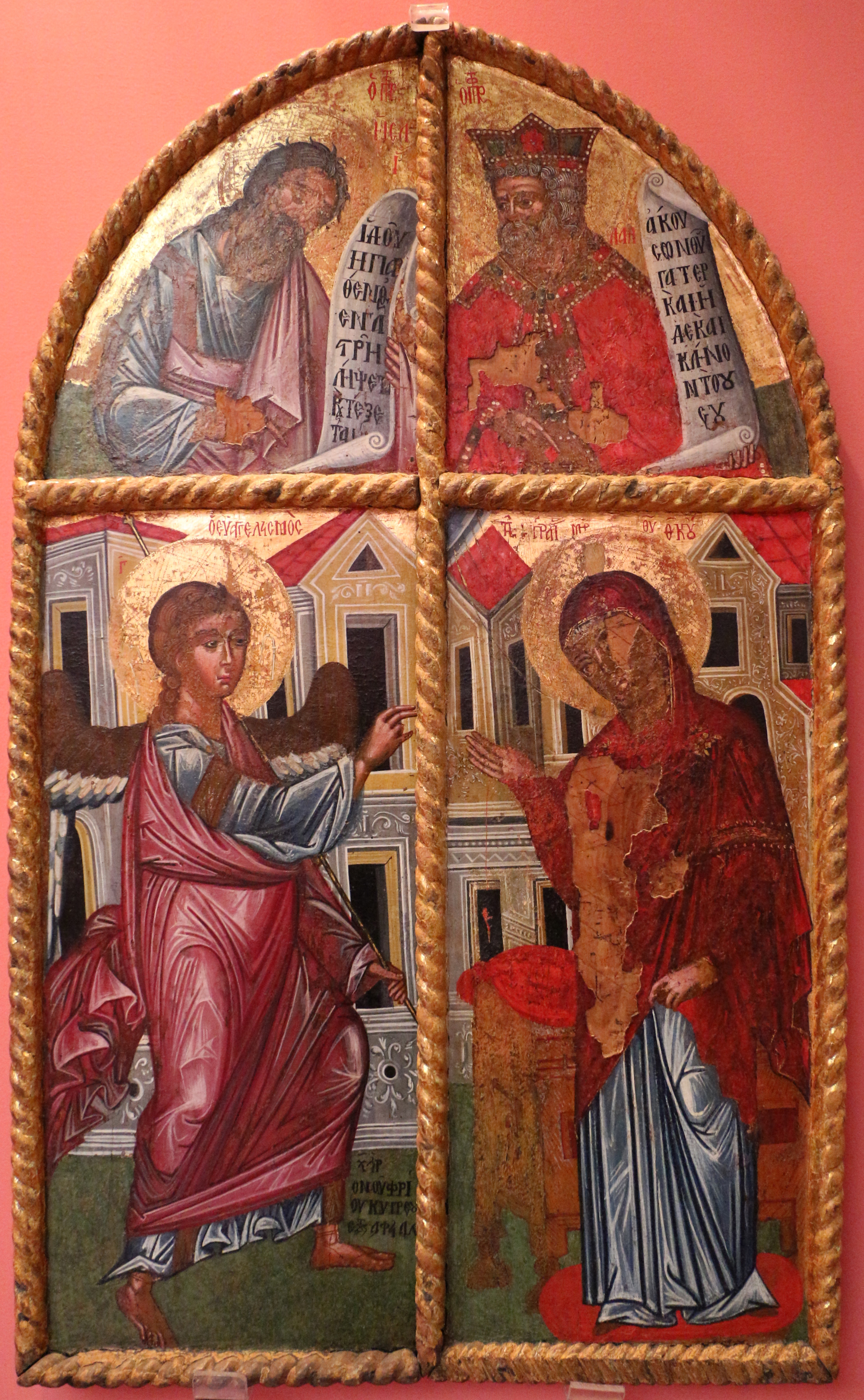
Porta di iconostasi con annunciazione di Onufri Cipriota

In questo padiglione sono esposte una raccolta di 70 oggetti dell'arte post-bizantina in Albania: icone, un proskynetarion (leggio), alcune paia di porte sante e iconostasi. Questi oggetti appartenevano a diverse chiese di varie città: Argirocastro, Elbasan, Fier, Berat ecc., Risalenti al XVI secolo fino agli inizi del XIX secolo. Quasi tutti i migliori pittori che hanno lasciato opere impressionanti nelle chiese di Albania, Macedonia e Grecia, come: Onufri, Onufri Cipriota, David Selenica, Kostandin Shpataraku, Kostandin Jeromonaku, i fratelli Zografi, i fratelli Çetiri e Mihal Anagnosti sono esposti in questo padiglione. L'iconostasi (schermo dell'altare decorato con icone) proviene dalla chiesa del monastero di San Giovanni Vladimir a Elbasan.

## Padiglione del rinascimento nazionale albanese
Il Padiglione del Rinascimento è uno dei più ricchi di oggetti originali, documenti, libri, fotografie, bandiere nazionali, armi, banconote e altri oggetti culturali. La maggior parte degli oggetti sono unici per la storia e la cultura nazionale degli albanesi. Gli oggetti esposti nelle vetrine del padiglione vanno dal periodo dalla metà del XIX secolo fino al 1912. Un oggetto con grande valore nazionale è la bandiera della Società patriottica "Desiderio" della colonia albanese di Sofia in Bulgaria. I visitatori hanno l'opportunità di guardare da vicino la scrivania e la collezione di libri, di uno dei più importanti ideologi dell'ideologia nazionale albanese Sami Frashëri (1825-1904).

## Padiglione del periodo di indipendenza
Il Padiglione dell'Indipendenza riflette i momenti storici chiave dopo la Dichiarazione di indipendenza del 1912 fino al 1939. La dichiarazione (proclamazione) dell'indipendenza dell'Albania dall'Assemblea nazionale di Valona il 28 novembre 1912 e successivamente la formazione del Governo provvisorio albanese costituiscono due atti importanti dello stato nazionale albanese. Nelle aree di questo padiglione si riflette la Conferenza degli Ambasciatori a Londra (1912-1913). Il breve regno del principe Guglielmo di Wied in Albania nel 1914 segna un momento importante nella storia della fondazione delle basi dello stato albanese. Gli scontri politici tra l'élite governativa del paese culminarono nel movimento del giugno 1924 guidato da Fan Stilian Noli. Nelle aree di questo padiglione c'è l'angolo dedicato al contributo patriottico di Fan S. Noli, una delle figure di spicco della storia della nazione albanese e dello stato del XX secolo.

## Padiglione della guerra antifascista

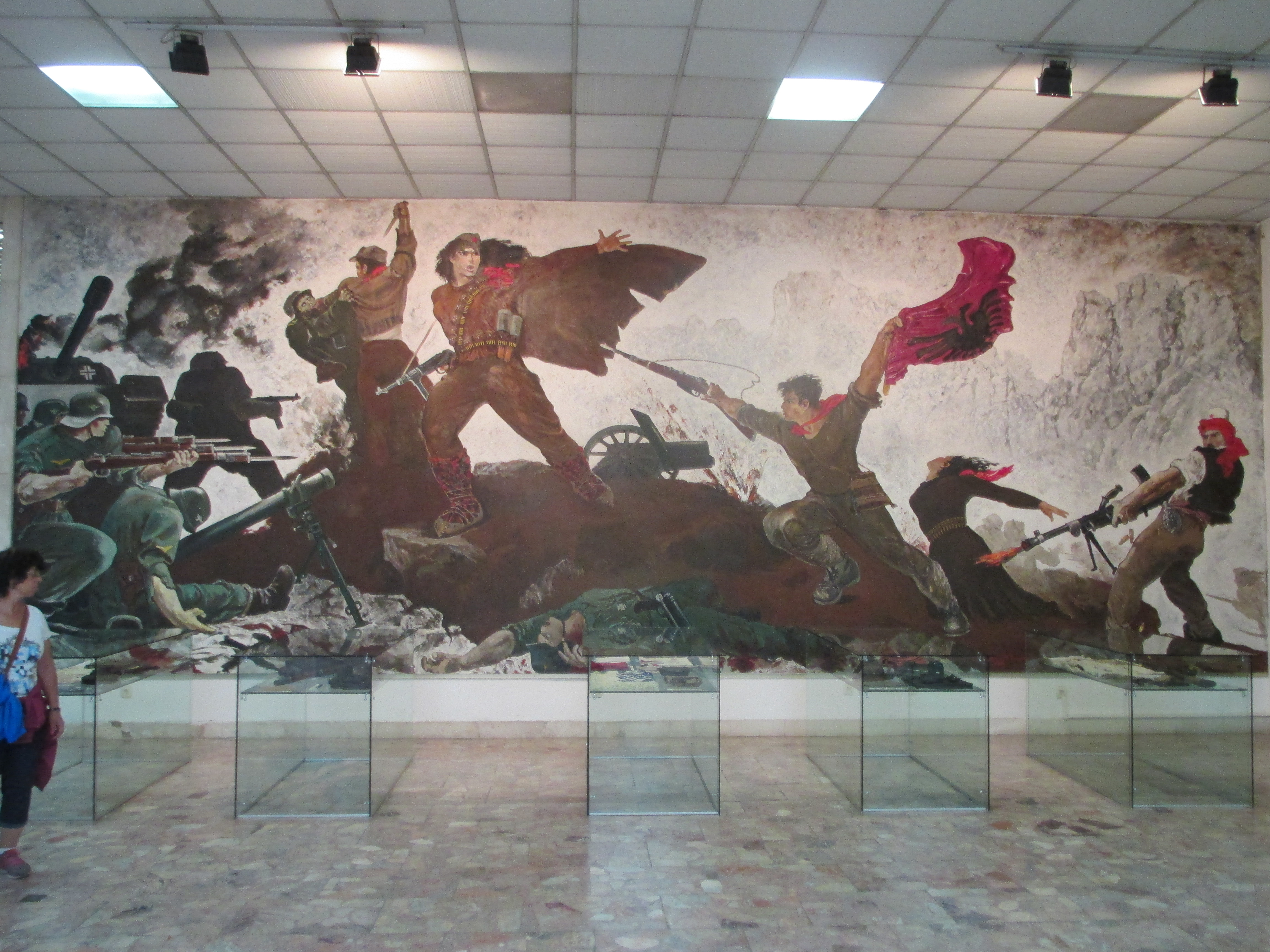
Murales dedicato alla guerra antifascista

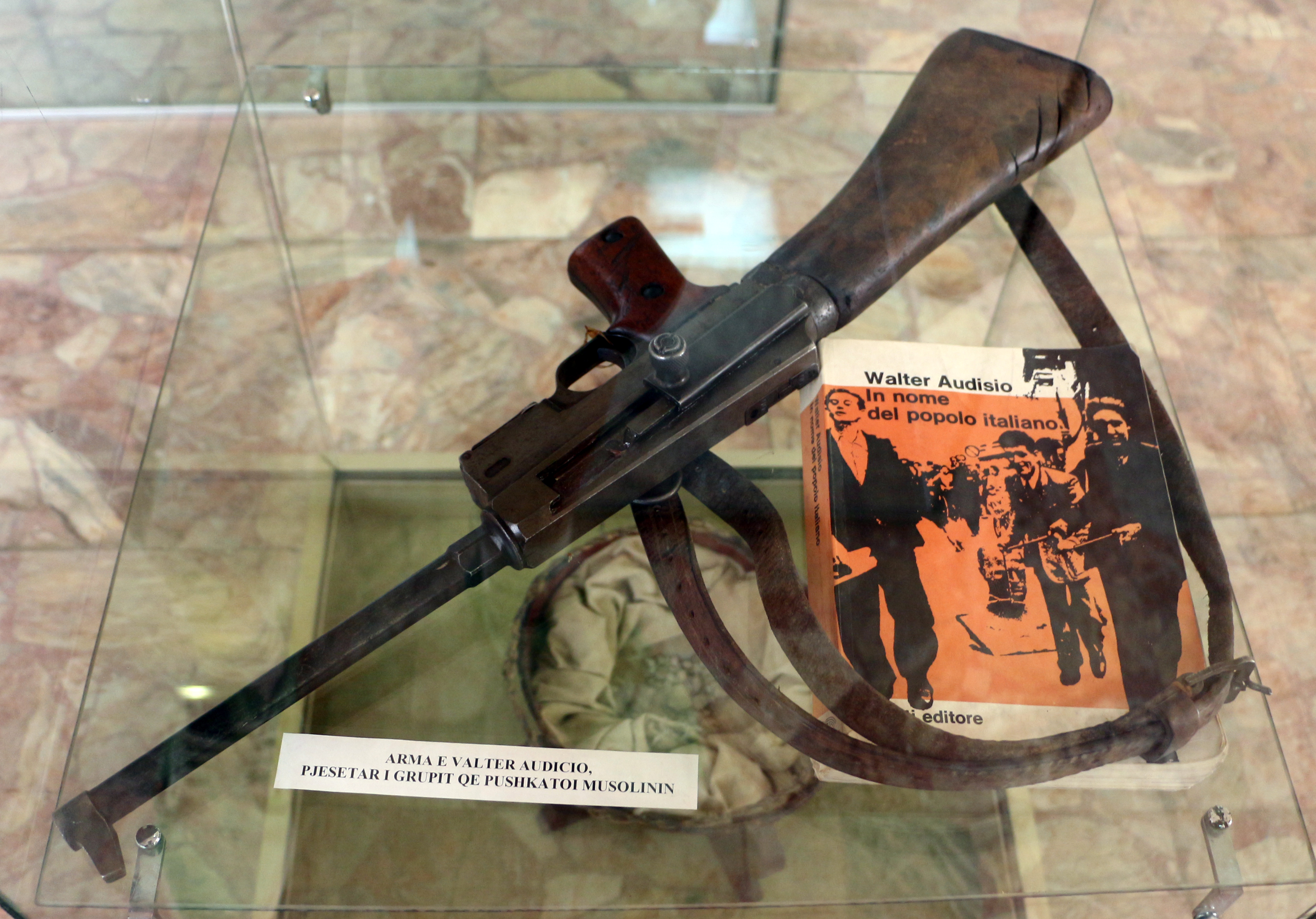
Il mitra francese MAS 38 di Michele Moretti, che sparò a Benito Mussolini

Questo padiglione, attraverso i suoi 220 oggetti, riflette gli eventi a partire dalla Guerra di Valona del 1920 fino alla fine della Seconda Guerra Mondiale nel 1945. Mostra la reazione di diversi intellettuali albanesi negli anni '20 e '30 contro l’ascesa al potere in Italia del fascismo. Cronologicamente, il padiglione mostra gli eventi conseguenti relativi all'installazione del regime fascista in Albania del 7 aprile 1939 e l'inizio della resistenza organizzata antifascista. Anche i volontari albanesi che hanno preso parte alla guerra di Spagna hanno il loro posto in questo padiglione. Ci sono anche molte reliquie dei martiri e degli eroi nazionali che hanno dato la vita alla guerra contro il fascismo e il nazismo. Particolare enfasi è stata data al contributo dei potenti alleati (britannici, sovietici e americani) e delle loro missioni in Albania. In questo padiglione ci sono anche documenti che riflettono il sostegno, il riparo e la protezione della popolazione ebraica durante la guerra, espressione del profondo umanesimo del popolo albanese.

## Padiglione del terrore comunista
Il Padiglione del Terrore Comunista è stato inaugurato nel 2012. In questo padiglione sono esposti documenti, fotografie e oggetti, che appartengono al periodo del sistema monopartitico in Albania dal 1945 al 1990. Il contenuto storico di questo padiglione è ulteriormente arricchito dal film immagini, fornite dalla Central Film Archives. Una parte importante del Padiglione sono i materiali documentari e fotografici che riflettono le operazioni di pulizia contro le forze anticomuniste, una corte speciale contro gli oppositori politici durante la guerra e la liquidazione dell'opposizione anticomunista. Nelle vetrine sono esposte reliquie che appartenevano a numerose persone condannate o giustiziate dal regime di quel tempo.

## Padiglione di Madre Teresa
Questo padiglione è dedicato alla famiglia, alla vita e al lavoro di Madre Teresa di Calcutta. I visitatori possono conoscere il suo lavoro caritatevole per il quale è stata premiata con molti premi internazionali, come il premio Nobel per la pace. Nelle tribune del padiglione ci sono foto di personalità globali che hanno incontrato Madre Teresa come Jacques Chirac, Bill Clinton, Tony Blair, Ibrahim Kodra ecc. Indubbiamente, gli oggetti personali utilizzati da lei aumentano la curiosità dei migliaia di visitatori del Museo Nazionale di Storia.